# Mariné Russo
Mariné Russo (9. siječnja 1980.) je argentinska hokejašica na travi. Igra u veznom redu.
Svojim igrama je izborila mjesto u argentinskoj izabranoj vrsti, za koju je odigrala veliki broj utakmica. 
Po stanju od 3. studenoga 2009., igra za klub Quilmes.

## Sudjelovanja na velikim natjecanjima
Na SP-u 2002. je osvojila zlatno odličje, a na OI 2008. je osvojila brončano odličje.

## Vanjske poveznice
- OI 2008.
- Argentinski hokejaški savez